# Élections législatives curaciennes de 2016
Les élections législatives curaciennes de 2016 se déroulent le 5 octobre 2016 à Curaçao. Elles aboutissent à un parlement sans majorité ainsi qu'à une alternance. Hensley Koeiman, du parti Mouvement Antilles nouvelles devient Premier ministre à la tête d'un gouvernement de coalition

## Contexte
Initialement prévues pour le 30 septembre, les élections sont repoussées à la suite du passage de l'Ouragan Matthew.

## Système politique et électoral
L'île de Curaçao est une île néerlandaise des caraïbes organisée sous la forme d'une monarchie parlementaire. L'île forme un État du Royaume des Pays-Bas à part entière depuis la dissolution de la fédération des Antilles néerlandaises en 2010. Le roi Guillaume-Alexandre en est nominalement le chef de l'État et y est représenté par un gouverneur.
Le Parlement est monocaméral. Son unique chambre, appelée États de Curaçao, est composée de 21 représentant élus pour quatre ans selon un mode de scrutin proportionnel plurinominal dans une unique circonscription. Les États de Curaçao nomment le Premier ministre et les membres du Conseil des ministres qu'il dirige. Ce même Premier ministre propose au souverain un gouverneur de Curaçao, représentant de la couronne nommé pour six ans.

### Primaires
A Curaçao, le mode de scrutin à la proportionnelle n'a pas recours à un seuil électoral mais à un système de primaires où l'ensemble de la population peut si elle le veut voter pour l'un des nouveaux partis. Seuls peuvent ainsi se présenter aux élections les partis ayant déjà des députés au parlement, ou ayant franchi lors de ces primaires un quorum de voix fixé à 1 % du total des suffrages exprimés lors des précédentes élections, soit ici 870 voix.
Vingt deux partis s'inscrivent pour concourir aux élections de 2016, dont quinze non représentés au parlement qui participent ainsi aux primaires organisées les 20 et 21 aout 2016. Sur les quinze, les partis Curaçao pour nous tous, Mouvement patriotique et social, Un Curaçao juste, Mouvement progressiste, Mouvement pour la cause, Parti démocratique et Parti pour Curaçao franchissent le seuil exigé.
| Partis                               | Voix  |
| ------------------------------------ | ----- |
| Curaçao pour nous tous               | 2 178 |
| Mouvement patriotique et social      | 1 543 |
| Un Curaçao juste                     | 1 361 |
| Mouvement progressiste               | 1 240 |
| Mouvement pour la cause              | 1 122 |
| Parti démocratique                   | 1 094 |
| Parti pour Curaçao                   | 965   |
| Quorum de 870 voix                   |       |
| Front de libération des travailleurs | 622   |
| Partido Reskate Integral Kòrsou      | 505   |
| 1 Tim Magno                          | 378   |
| Partido Aliansa Nobo                 | 280   |
| Movementu Revelashon Binti           | 273   |
| Partido Gool                         | 205   |
| Fórsa Elevá/Partido Kooperativista   | 62    |
| Korsou, Un Pais Nobo                 | 49    |

## Résultats
| Partis                    | Partis                                     | Voix    | %     | Sièges | +/-           |
| ------------------------- | ------------------------------------------ | ------- | ----- | ------ | ------------- |
|                           | Mouvement Antilles nouvelles               | 12 839  | 16,23 | 4      | 2             |
|                           | Mouvement pour le futur de Curaçao         | 12 671  | 16,01 | 4      | 1             |
|                           | Parti pour la restructuration des antilles | 11 949  | 15,10 | 4      | en stagnation |
|                           | Curaçao pour nous tous                     | 8 254   | 10,43 | 3      | Nv            |
|                           | Parti national du peuple                   | 7 017   | 8,87  | 2      | 1             |
|                           | Peuple souverain                           | 5 323   | 6,73  | 2      | 3             |
|                           | Un Curaçao juste                           | 4 845   | 6,12  | 1      | Nv            |
|                           | Mouvement progressiste                     | 4 140   | 5,23  | 1      | en stagnation |
|                           | Mouvement patriotique et social            | 3 452   | 4,36  | 0      | Nv            |
|                           | Parti démocratique                         | 1 963   | 2,48  | 0      | en stagnation |
|                           | Mouvement pour la cause                    | 1 867   | 2,36  | 0      | Nv            |
|                           | Parti pour Curaçao                         | 1 146   | 1,45  | 0      | Nv            |
|                           |                                            |         |       |        |               |
| Suffrages exprimés        | Suffrages exprimés                         | 77 817  | 98,35 |        |               |
| Votes blancs et invalides | Votes blancs et invalides                  | 1 303   | 1,65  |        |               |
| Total                     | Total                                      | 79 120  | 100   | 21     | en stagnation |
| Abstentions               | Abstentions                                | 41 336  | 33,24 |        |               |
| Inscrits / participation  | Inscrits / participation                   | 120 456 | 66,76 |        |               |

## Conséquences
Le Mouvement Antilles nouvelles étant arrivé en tête, son chef Hensley Koeiman forme une nouvelle coalition avec le Parti de la vraie alternative, le Parti national du peuple et Peuple souverain, détenant ainsi la majorité à la chambre avec douze sièges sur vingt-et-un, et prête serment en tant que Premier ministre le 23 décembre 2016.